# Nils Lithberg

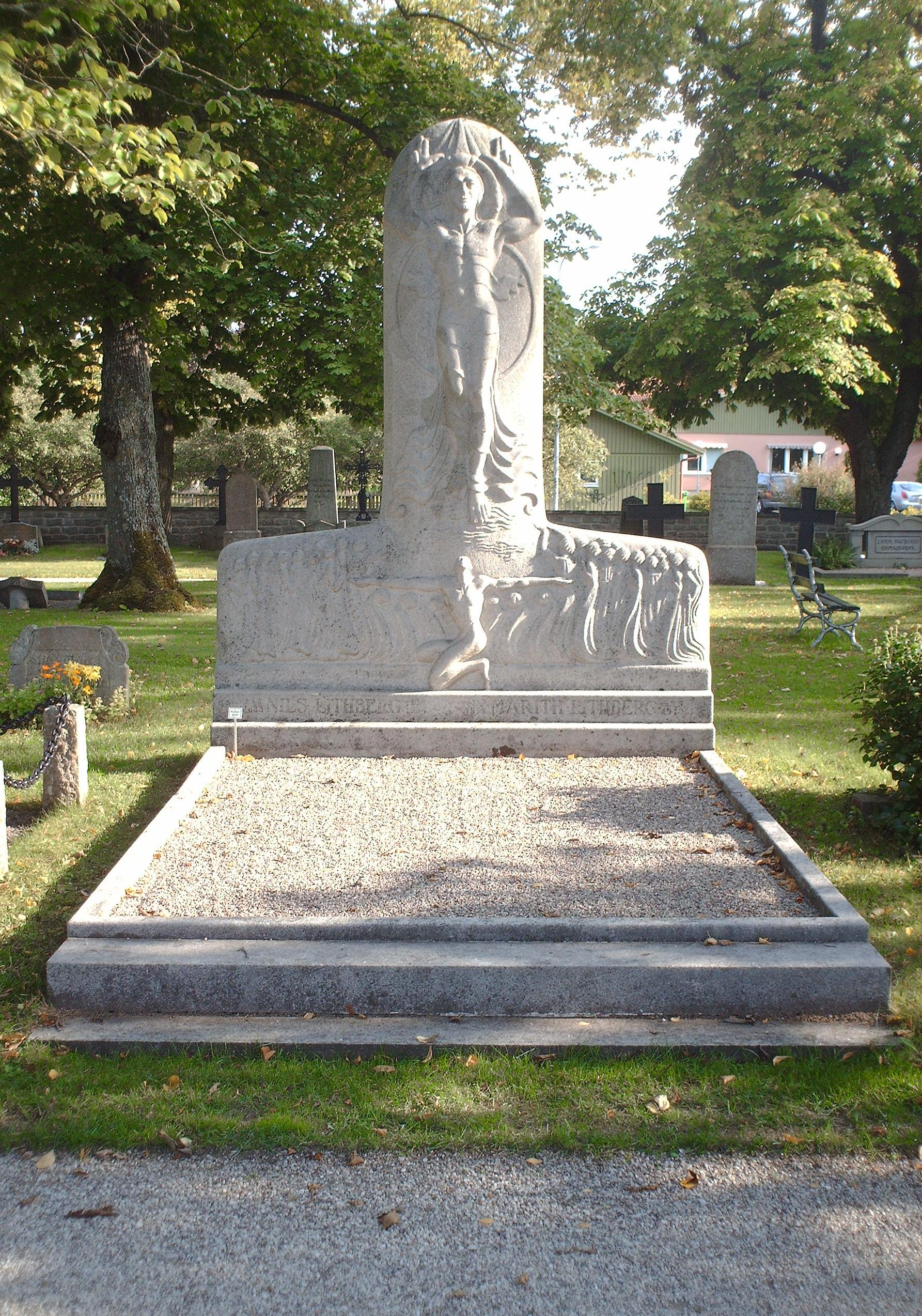
Den lithbergska graven i Visby.

Nils Jacob Mauritz Lithberg, född 3 augusti 1883 i Norrlanda, Gotland, död 30 april 1934 i Stockholm, var en svensk folklivsforskare.

## Biografi
Lithberg blev amanuens vid Kulturhistoriska museet i Lund 1908 och vid Nordiska museet 1912. Han blev 1914 filosofie doktor med avhandlingen Gotländsk stenålder. Han innehade från 1919 till sin död den av Wilhelmina von Hallwyl och hennes make finansierade professuren i nordisk och jämförande folklivsforskning vid Nordiska museet.
Hans forskning ägnades därefter bland annat äldre tiders tidmätning och kronologi. Han utgav flera arbeten om förhållandet mellan runstavar och medeltida bildkalendrar; hans första arbete inom detta område var artikeln Runstavar med rättade gyllental före år 1600 i Fataburen 1920.
Sommartid vistades han på Gotland på familjegården Hajdeby i Kräklingbo och ägnade sig åt forskning kring gotländsk kulturhistoria och fornvård. Åren 1929–1933 var han redaktör för årsboken Gotländskt arkiv.
En särskild insats gjorde han på 1910-talet som chef för de arkeologiska utgrävningarna vid makarna von Hallwyls slott i Aargau i Schweiz. Åren 1924–1932 utgav han de vetenskapliga resultaten härom i bokverket Schloß Hallwil i fem band om cirka 1 300 sidor. Bland hans övriga kulturhistoriska arbeten märks Till allmogekulturens geografi i RIG 1918. Lithberg var även 1920-1923 ordförande i kommittén för organisationen av svensk folklivsforskning och tillkallades som sakkunnig vid organisationen av Irlands fornminnesvård och inrättandet av de kulturhistoriska museet i Dublin.
Han är begraven på Östra kyrkogården i Visby.